# حوت كوتش
حوت كوتش (الاسم العلمي:†Kutchicetus) هو جنس منقرض من الثدييات يتبع فصيلة الحيتان الرمنغتونية من رتبة مزدوجات الأصابع.